# Institut pour la protection du patrimoine de la république de Serbie
L'Institut pour la protection du patrimoine de la république de Serbie (en serbe cyrillique : Републички завод за заштиту споменика културе ; en serbe latin : Republički zavod za zaštitu spomenika kulture ; en abrégé : RZZSK) est un organisme public qui œuvre pour la protection du patrimoine culturel en Serbie. Son origine remonte à 1844 et, en 2013, il est dirigé par l'historienne de l'art Mirjana Andrić.
L'institut est placé sous la tutelle du ministère de la Culture de la république de Serbie.

## Histoire
L'origine de l'institut remonte à un décret du 22 février 1844, visant à « protéger certains vestiges et ruines de châteaux en Serbie ainsi que les monuments de l'Antiquité », promulgué par le prince Alexandre Karađorđević. Sous sa forme actuelle, il a été fondé le 25 juin 1947 sous le nom d'« Institut de protection et d'étude scientifique des monuments culturels de la république populaire de Serbie » (en serbe : Zavod za zaštitu i naučno proučavanje spomenika kulture Narodne Republike Srbije) ; son premier directeur fut Milorad Panić-Surep et il était installé dans le konak de la princesse Ljubica.
Depuis 1981, il est chargé du registre central des biens culturels immobiliers de la République.

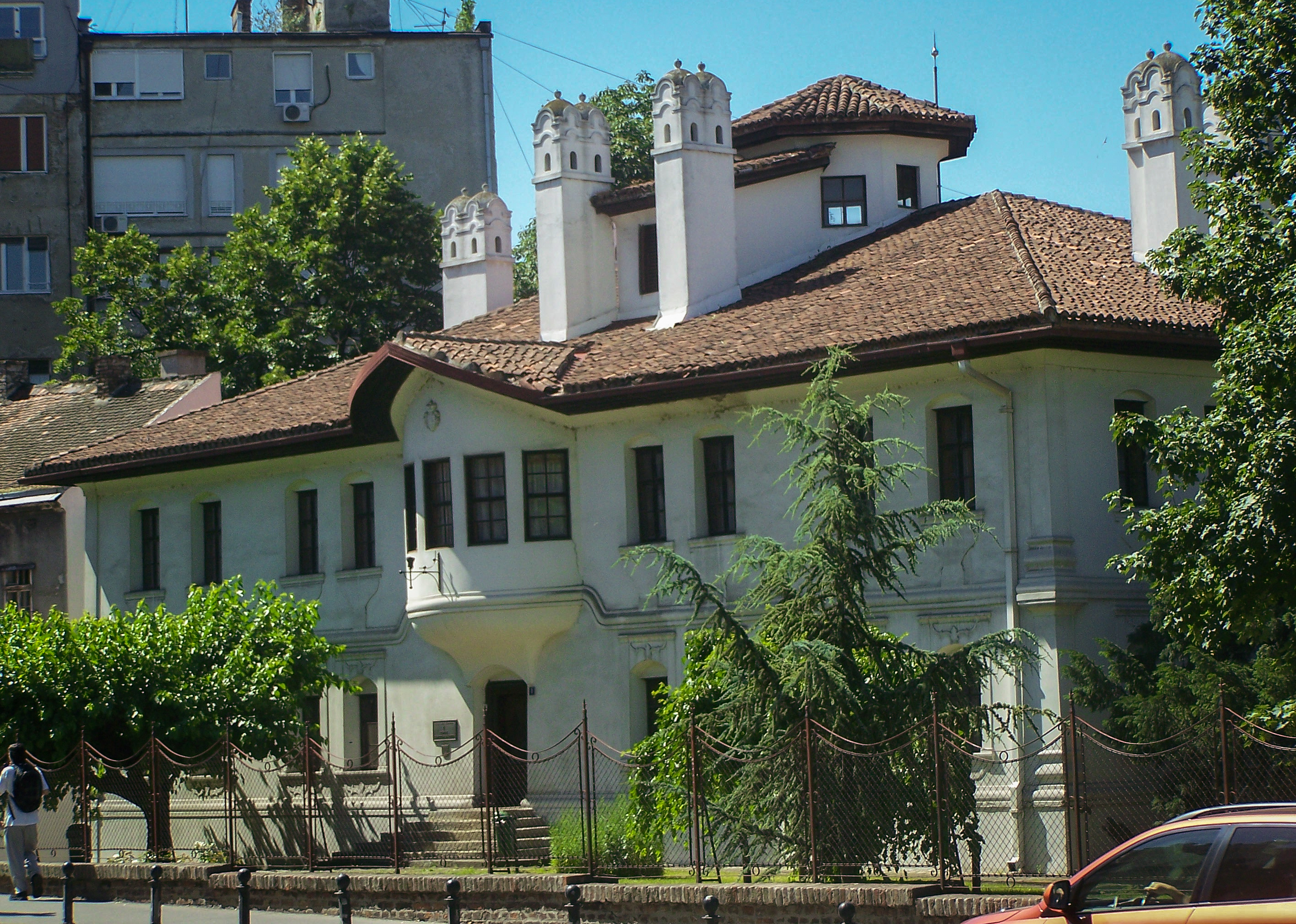
Le konak de la princesse Ljubica, qui a abrité l'institut

## Organisation

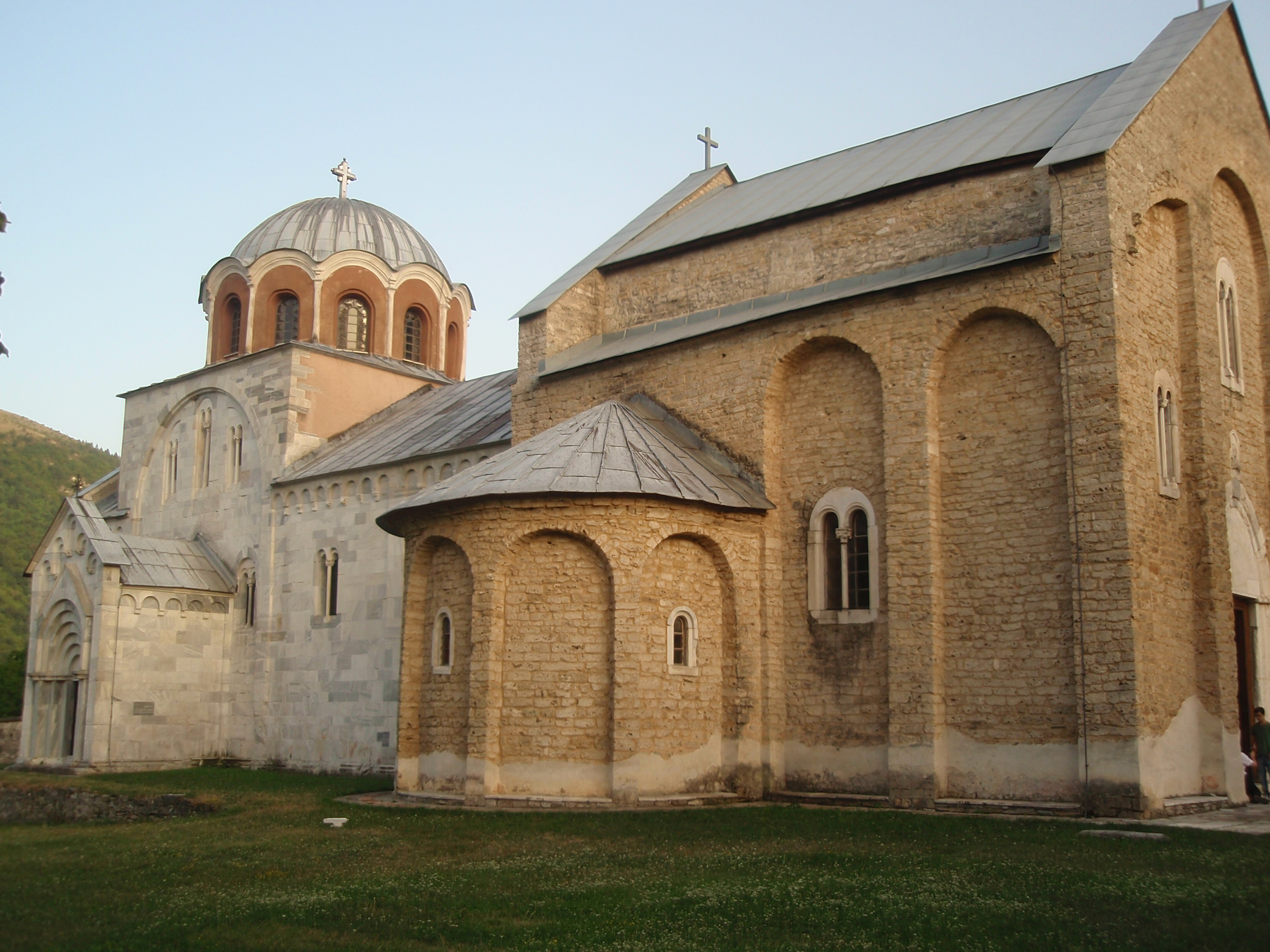
Le monastère de Studenica, patrimoine mondial

L'institut est constitué de 4 départements :
- le Département des affaires générales ;
- le Département de la recherche, de la protection et de la documentation ;
- le Département d'architecture ;
- le Département de peinture et laboratoire de physique-chimie.

## Missions
Parmi les missions et compétences de l'institut, on peut citer :
- l'évaluation de l'état du patrimoine culturel immobilier d'importance exceptionnelle ou de grande importance et la mise en place des mesures nécessaires à leur protection ;
- la formation des personnes travaillant à la protection du patrimoine ;
- la tenue et la mise à jour du registre des biens culturels et la réalisation d'une documentation à leur propos ;
- la participation à l'élaboration de la liste des monuments à promouvoir au patrimoine mondial ;
- la publication de documents sur le patrimoine culturel immobilier de la Serbie ;
- la mise en place d'une aide technique aux détenteurs d'un bien culturel ;
- l'organisation d'activités éducatives, expositions, conférences ou autres, autour du patrimoine culturel etc.

## Réseau

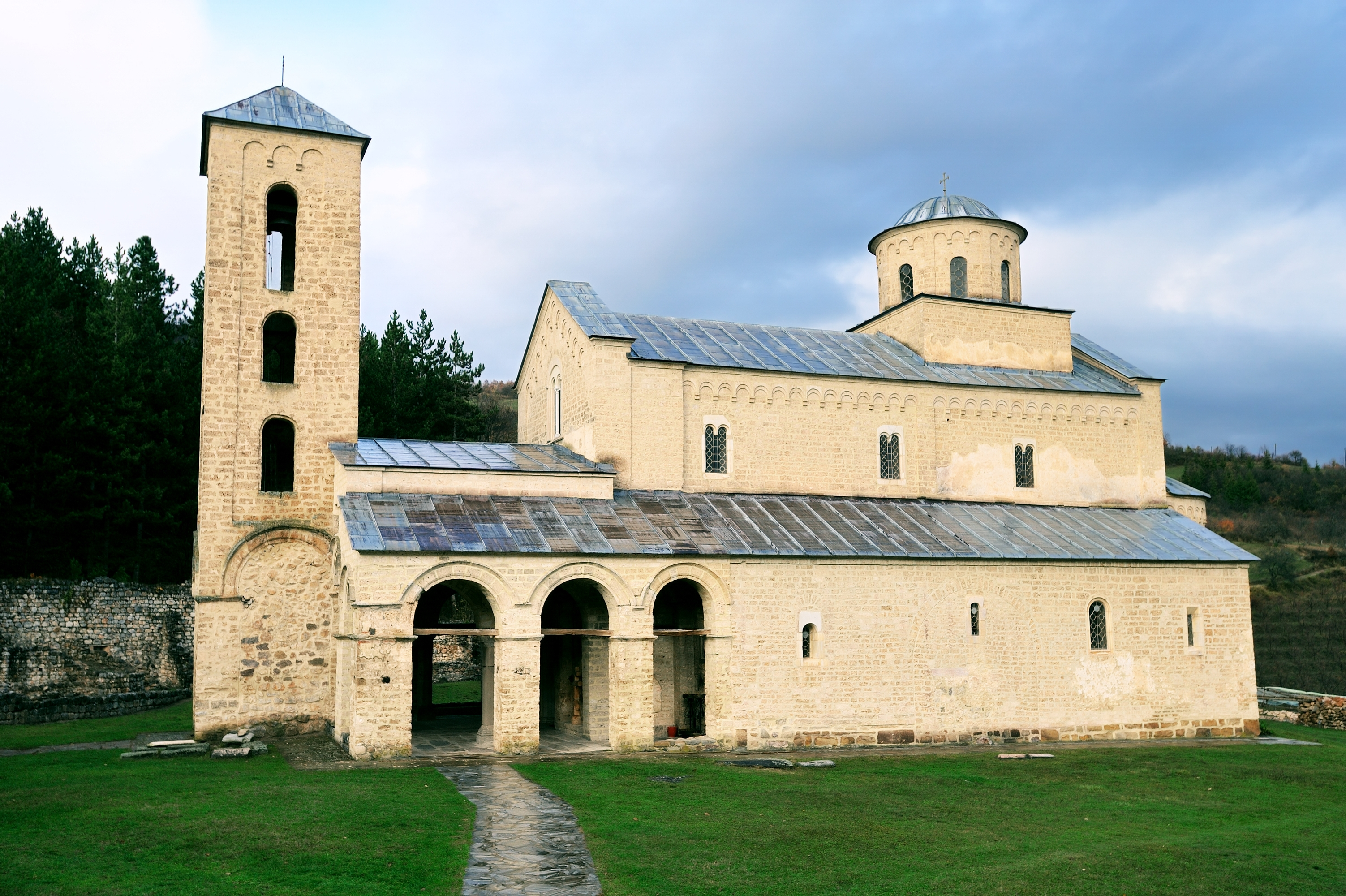
Le monastère de Sopocani, patrimoine mondial

Le réseau de l'Institut est constitué de 13 instituts régionaux :
- l'Institut inter-municipal pour la protection du patrimoine de Subotica (Međuopštinski zavod za zaštitu spomenika kulture Subotica), créé en 1980[8] ;
- l'Institut provincial pour la protection du patrimoine de Novi Sad (Pokrajinski zavod za zaštitu spomenika kulture Novi Sad), créé en 1951[9] ;
- l'Institut municipal pour la protection du patrimoine de Novi Sad (Opštinski zavod za zaštitu spomenika kulture Novi Sad) ;
- l'Institut pour la protection du patrimoine de Zrenjanin (Zavod za zaštitu spomenika kulture Zrenjanin), créé en 2004[10] ;
- l'Institut pour la protection du patrimoine de Sremska Mitrovica ;
- l'Institut pour la protection du patrimoine de Pančevo (Zavod za zaštitu spomenika kulture Pančevo), créé en 1978[11] ;
- l'Institut pour la protection du patrimoine de la ville de Belgrade (Zavod za zaštitu spomenika kulture grada Beograda), créé en 1960[12] ;
- l'Institut pour la protection du patrimoine de Valjevo (Zavod za zaštitu spomenika kulture Valjevo), créé en 1986[13] ;
- l'Institut régional pour la protection du patrimoine de Smederevo (Zavod za zaštitu spomenika kulture Smederevo)[14] ;
- l'Institut pour la protection du patrimoine de Kragujevac (Zavod za zaštitu spomenika kulture Kragujevac), créé en 1966[15] ;
- l'Institut pour la protection du patrimoine de Kraljevo (Zavod za zaštitu spomenika kulture Kraljevo), créé en 1965[16] ;
- l'Institut pour la protection du patrimoine de Niš (Zavod za zaštitu spomenika kulture Niš), créé en 1966[17] ;
- le Bureau pour la protection du patrimoine au Kosovo et en Métochie (Kancelarija za očuvanje kulturne baštine na Kosovu i Metohiji), située à Leposavić.

## Registre des biens culturels
Le patrimoine culturel de Serbie est classé en quatre catégories : monuments culturels (Споменици културе et Spomenici kulture), entités spatiales historico-culturelles (Просторно културно-историјске целине et Prostorno kulturno-istorijske celine), sites archéologiques (Археолошка налазишта et Arheološka nalazišta) et sites mémoriels (Знаменита места et Znamenita mesta) ; chaque catégorie est à son tour subdivisée en fonction de trois niveaux d'importance : importance exceptionnelle, grande importance, bien culturel protégé.
Sur le registre central sont actuellement inscrits 2451 biens culturels immobiliers, dont 2138 monuments culturels, 72, entités spatiales historico-culturelles, 170 sites archéologiques et 71 sites mémoriels.